# Gradualisme (bouddhisme)
Le gradualisme est l'approche de certaines écoles du bouddhisme et d'autres philosophies orientales (par exemple Theravadaou Yoga ), selon laquelle l'illumination peut être atteinte étape par étape, grâce à une pratique ardue. L'approche opposée, cette perspicacité est atteinte d'un seul coup, s'appelle le subitisme . Le débat sur la question a été très important pour l'histoire du développement du Zen , qui a rejeté le gradualisme, et pour l'établissement de l'approche opposée au sein du bouddhisme tibétain , après le Débat de Samye . Il a été poursuivi dans d'autres écoles de philosophie indienne et chinoise.
Ce concept de gradualisme a divisé au cours des siècles, certains courants disent qu'il n'est pas complet, mais ouvre l'esprit à la nature du bouddha.

## Source
- (en) Mario Poceski, Ordinary Mind as the Way : The Hongzhou School and the Growth of Chan Buddhism, Oxford University Press USA, 2007, 304 p. (ISBN 978-0-195-31996-5, lire en ligne), p. 195

### Articles liés
- Satori
- Conciles bouddhiques (V. Concile de Lhassa)
- Dix Taureaux
- Kamalashila